# Renan Bressan
Renan Bardini Bressan (biał. Рэнан Брэсан, Renan Bresan, ros. Ренан Брессан, Rienan Briessan, ur. 3 listopada 1988 w Tubarão) – białoruski piłkarz grający na pozycji pomocnika, pochodzenia brazylijskiego. Zawodnik portugalskiego zespołu GD Chaves.

## Kariera klubowa
Urodzony w Tubarão, Bressan jest wychowankiem miejscowego klubu Clube Atlético Tubarão. Podobnie jak spora część Brazylijskich piłkarzy Bressan trafił do Europy po tym jak podczas dwudniowych testów jego osobą zainteresował się Jurij Panfiłow i zaprosił go do współpracy z jednym z ukraińskich klubów. Ostatecznie nie udało mu się podpisać kontraktu na Ukrainie, jednak udało mu się związać z białoruskim zespołem FK Homel. W jego barwach występował przez 3 lata, podczas których zaprezentował się na tyle dobrze, że jego usługami zainteresował się zespół BATE Borysów, z którym podpisał umowę 28 stycznia 2010 roku.
Już pierwszy sezon w nowym klubie był wyjątkowo udany, bowiem na krajowych boiskach Renan zdobył mistrzostwo kraju oraz puchar krajowy, a także został królem strzelców sezonu 2010 białoruskiej ekstraklasy. Po zakończeniu sezonu otrzymał on białoruskie obywatelstwo i od tej pory zaczął być również powoływany do reprezentacji Białorusi. Kolejne dwa lata w barwach BATE to kolejne dwa mistrzostwa kraju i kolejny tytuł króla strzelców. 2 października 2012 roku zdobył bramkę podczas meczu Ligi Mistrzów UEFA, kiedy to BATE sensacyjnie pokonało Bayern Monachium 3:1.
Pod koniec listopada 2012 roku podpisał 3,5-letni kontrakt z grającym wówczas w rosyjskiej ekstraklasie zespołem - Ałanija Władykaukaz. Według serwisu transfermarkt kwota transferu piłkarza do Rosji wyniosła 3,5 miliona Euro. Dla Białorusina nie był to jednak dobry ruch, ponieważ dołączył do drużyny w momencie gdy klub popadł w olbrzymie problemy finansowe, a także sportowe co poskutkowało spadkiem do I dywizji, a w październiku 2013 jego kontrakt został rozwiązany z powodu zaległości finansowych wobec piłkarza.
W styczniu 2014 roku, po prawie 3 miesiącach bez klubu zdecydował się podpisać kontrakt z FK Aktobe. Zaledwie dwa tygodnie później pojawiła się zaskakująca informacja o rozwiązaniu kontraktu za porozumieniem stron z kazachskim klubem. Już trzy dni później podpisał on kontrakt z drużyną ligowego rywala Aktobe - FK Astana. W tym klubie również nie zagrzał miejsca na długo, bowiem po zaledwie jednej rundzie kontrakt został rozwiązany, a sam zawodnik przeniósł się do Portugalii do klubu Rio Ave FC. Jak sam przyznał w wywiadzie jego pobyt w Kazachstanie miał "typowo cel finansowy, a poziom sportowy w tym kraju to były dla niego 3 kroki w tył".
Po dwóch sezonach rozegranych w Portugalii przeszedł do zespołu mistrza Cypru - APOEL FC, gdzie miał pomóc drużynie zakwalifikować się do Ligi Mistrzów.

## Statystyki w klubach
| Sezon   | Klub                | Kraj       | Rozgrywki                 | Mecze | Bramki |
| ------- | ------------------- | ---------- | ------------------------- | ----- | ------ |
| 2007    | FK Homel            | Białoruś   | Wyszejszaja liha          | 25    | 1      |
| 2008    | FK Homel            | Białoruś   | Wyszejszaja liha          | 28    | 1      |
| 2009    | FK Homel            | Białoruś   | Wyszejszaja liha          | 24    | 5      |
| 2010    | BATE Borysów        | Białoruś   | Wyszejszaja liha          | 32    | 15     |
| 2011    | BATE Borysów        | Białoruś   | Wyszejszaja liha          | 33    | 13     |
| 2012    | BATE Borysów        | Białoruś   | Wyszejszaja liha          | 26    | 11     |
| 2012/13 | Ałanija Władykaukaz | Rosja      | Priemjer-Liga             | 10    | 0      |
| 2013/14 | Ałanija Władykaukaz | Rosja      | Pierwyj diwizion          | 8     | 0      |
| 2014    | FK Astana           | Kazachstan | Priemjer-Liga             | 6     | 1      |
| 2014/15 | Rio Ave FC          | Portugalia | Primeira Liga             | 20    | 2      |
| 2015/16 | Rio Ave FC          | Portugalia | Primeira Liga             | 25    | 6      |
| 2016/17 | APOEL FC            | Cypr       | Protathlima A’ Kategorias | 6     | 1      |
| 2016/17 | GD Chaves           | Portugalia | Primeira Liga             | 24    | 6      |